# كارل بونيفي
كارل بونيفي هو ناشط سلام ومحامي وقاضي وسياسي نرويجي، ولد في 28 أبريل 1881 في تروندهايم في النرويج، وتوفي في 1972. نشط حزبياً في حزب العمال. وقد انتخب عضو برلمان النرويج ‏ عن دائرة نورلان وقد انضم خلال فترته النيابية ‏ (1934 – 1936) للكتلة البرلمانية حزب العمال وانتخب عضو برلمان النرويج ‏ عن دائرة  خلال فترته النيابية ‏ (1913 – 1915).